# Gry małżeńskie
Gry małżeńskie (ang. Love, Wedding, Marriage) – amerykańska komedia romantyczna z 2011 roku.

## Treść
Młoda psychoterapeutka Ava, specjalizuje się w terapiach małżeńskich. Sama głęboko wierzy w instytucję małżeństwa. Jednak pewnego dnia Ava, dowiaduje się, że jej matka właśnie zamierza odejść od ojca. Zdesperowana dziewczyna robi wszystko, by zapobiec rozstaniu rodziców.

## Główne role
- Mandy Moore: Ava
- Kellan Lutz: Charlie
- James Brolin: Bradley
- Jane Seymour: Betty
- Jessica Szohr: Shelby
- Michael Weston: Gerber
- Marta Żmuda Trzebiatowska: Kasia
- Richard Reid: Ian
- Christopher Lloyd: Dr. George
- Alexis Denisof: Lloyd
- Alyson Hannigan: Courtney
- Elizabeth Reaser: Ethel
- Andrew Keegan: Jeramiah Stevens
- Gabrielle Shuff: 	Adrianna